# Schüttorf
Schüttorf község Németországban, Alsó-Szászországban, Bentheim-Grafschaft járásban. Lakosainak száma 13 387 fő (2023. december 31.).

## Testvértelepülések
- Twenterand